# Club Atlético Aldosivi
El Club Atlético Aldosivi es una entidad deportiva argentina de la ciudad de Mar del Plata, ubicada en la costa de Argentina. Su actividad principal es el fútbol, dónde compite en la Liga Profesional Argentina.
Es el club más popular de Mar del Plata, según una encuesta realizada por 0223.com.ar Noticias

## Historia
Los inicios del club se remontan a octubre de 1911 cuando los empleados de la empresa Sociedad Nacional de Trabajos Públicos de París construyeron el puerto local. Lo que pretendían estos trabajadores era tener un lugar de esparcimiento para poder practicar algunos deportes, como por ejemplo el fútbol, basquetball, etc., actividad que ya había dejado de ser exclusividad de los ingleses.
En la confitería “El Recreo”, ubicada en la intersección entre la que hoy se conoce como calle 12 de Octubre y la Avenida de los Trabajadores (Ex. Av. Martínez de Hoz); se decidió fundar un club. Lo primero que se eligió fue el nombre de la institución, el que resulta de un acrónimo formado por las dos primeras letras de los apellidos de los ingenieros y propietarios de la empresa constructora del Puerto: Allard, Doulfus, Sillard y Wiriott. Así se conformó AL-DO-SI-VI. Luego empezaron a pergeñar qué colores utilizar. Los primeros fueron azul, blanco y rojo. Pero cambió cuando el dueño de la Tienda Victoria donó telas verdes y amarillas para hacer las camisetas. La primera casaca de Aldosivi fue blanca, y de punto. El atuendo de sus hombres se completaba con pantalón azul y corbatas blancas, y medias coloradas a rayas verticales, ropa que se utilizó en los años 1913 y 1914. De allí hasta 1918 fue roja, con cuello blanco para, posteriormente, desembocar en los colores actuales: verde y amarillo.
El equipo primigenio de fútbol del Club Atlético Aldosivi estuvo integrado por Juan Moya, Juan Sechiaro, Francisco Delgadillo, Luis Saint Garnier, Antonioial disputado en la Argentina, tuvo mayor difusión en la ciudad. Las bochas consiguieron acaparar una mayor afluencia de público, con ese deporte se obtuvo títulos a nivel local y provincial. Ya en la década del ’70 se trajo una “pedana” de Bowling, donde también se disputaron torneos a nivel provincial, pero la situación económica que atravesaba el club casi llegando a los ’80 hizo que desapareciera.
Entre algunos de sus presidentes y secretarios se recuerda en el 1945 a Adelio Agostini(Presidente) y Luis Rossi(Secretario) fueron parte de la comisión de Aldosivi en el año 45. (Fuente) Artículo del diario La Capital del 12 de mayo de 1945

## Estadios

### Cancha del Ministerio
El sábado 30 de abril de 1955, nacía el “Estadio Almirante Brown del Puerto del Club Ministerio de Obras Públicas”, en lo que es hoy la llamada “Manzana de los Circos”, ubicada en Avenida de los Trabajadores y 12 de Octubre.- La ceremonia contó con dos partidos inaugurales: el triunfo de Talleres ante Aldosivi por 3 a 2 y la goleada de Quilmes ante Unión por 7 a 0.- Un nuevo capítulo se abría en el fútbol marplatense.
El estadio mostraba unas instalaciones muy bien distribuidas, con tribunas laterales y cabeceras. Mostraba una cabina para el periodismo y delegados, ya que en esa época los partidos eran “controlados” por cronometristas –uno de cada equipo- quienes hacían jugar noventa minutos reglamentarios. Mediante un silbato, daban por finalizados los partidos, indicación que eran aceptadas por los árbitros. En sus cercanías, el estadio de Ministerio poseía un kartódromo, donde llegaron a participar pilotos de la talla de Oscar “Cacho” Fangio y Tito Pena.-
Establecido desde 1956 como equipo, el Club Ministerio comenzó a desandar el camino en la segunda división de ascenso de la Liga Marplatense de Fútbol (hoy desaparecida) con un nivel modesto. Sin embargo, su cancha se convirtió en un factor fundamental cuando el Club Atlético Aldosivi optó por alquilarla para hacer de local. Fue escenario de los grandes clásicos Marplatenses con Banfield, Talleres y el propio Aldosivi como animadores.-
Pero no todo era color de rosa. Tal vez el mayor problema que tenía la cancha era el fuerte viento que azotaba en el lugar, sobre todo el proveniente del sector Sur, por lo que se hacía casi imposible un normal desarrollo del juego. Más allá que se pusieran una especie de contenedores, 

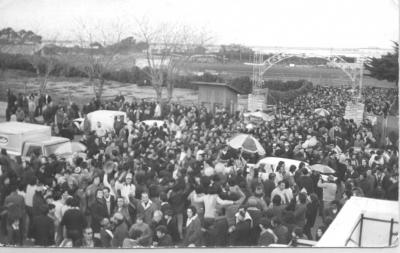
Cancha Ministerio

fue inútil toda acción contra el ventarrón que se originaba en el lugar.
Durante el verano se organizaban torneos barriales, entre ellos el denominado Ciudad de Mar del Plata. En estos certámenes era habitual la participación de jugadores pertenecientes a clubes de primera división, que los utilizaban como instancia de entrenamiento y preparación. El torneo Ciudad de Mar del Plata fue organizado por Luis Vechiarelli y Mateo Ramírez.  
A comienzos de la década de 1970, durante un partido en el que participaba Aldosivi, una de las tribunas cabeceras cedió y un simpatizante, identificado como Luis Hermosilla, sufrió un accidente. Hermosilla presentó una demanda contra el Club Aldosivi, que alegó que utilizaba en calidad de alquiler el estadio perteneciente al Club Ministerio. La responsabilidad recayó entonces en este último, que debió afrontar la indemnización. Esta situación afectó gravemente su situación económica.
En 1977 el Club Ministerio se consagró campeón de la segunda división de ascenso de la Liga Marplatense de Fútbol, aunque, debido a sus dificultades financieras, optó por desafiliarse. Tras su desaparición, el estadio del club fue demolido y el terreno se destinó al estacionamiento de camiones, aunque en temporada estival también fue utilizado para la instalación de circos.

### La Cantera
En 1990 Aldosivi vendió la sede ubicada en Bermejo y Elcano para trasladarse a los terrenos aledaños a la Usina 9 de Julio, en Av. de los Trabajadores (Ex. Av. Martínez de Hoz) y Vértiz. Allí se construyó el estadio de fútbol denominado “Adolfo López” en homenaje al expresidente, apodado "La Cantera", por esa cancha pasaron grandes figuras como Lionel Messi, Gabriel Amato —que jugó en el equipo del tiburón en las temporadas 1986-1990— y Mauro Camoranesi (ex campeón del mundo con la selección italiana, vistió los colores de la institución en los años 1994-1995. Fue inaugurado el 17 de octubre de 1993 en un por la Liga Marplatense, en el cual Aldosivi venció a Libertad.

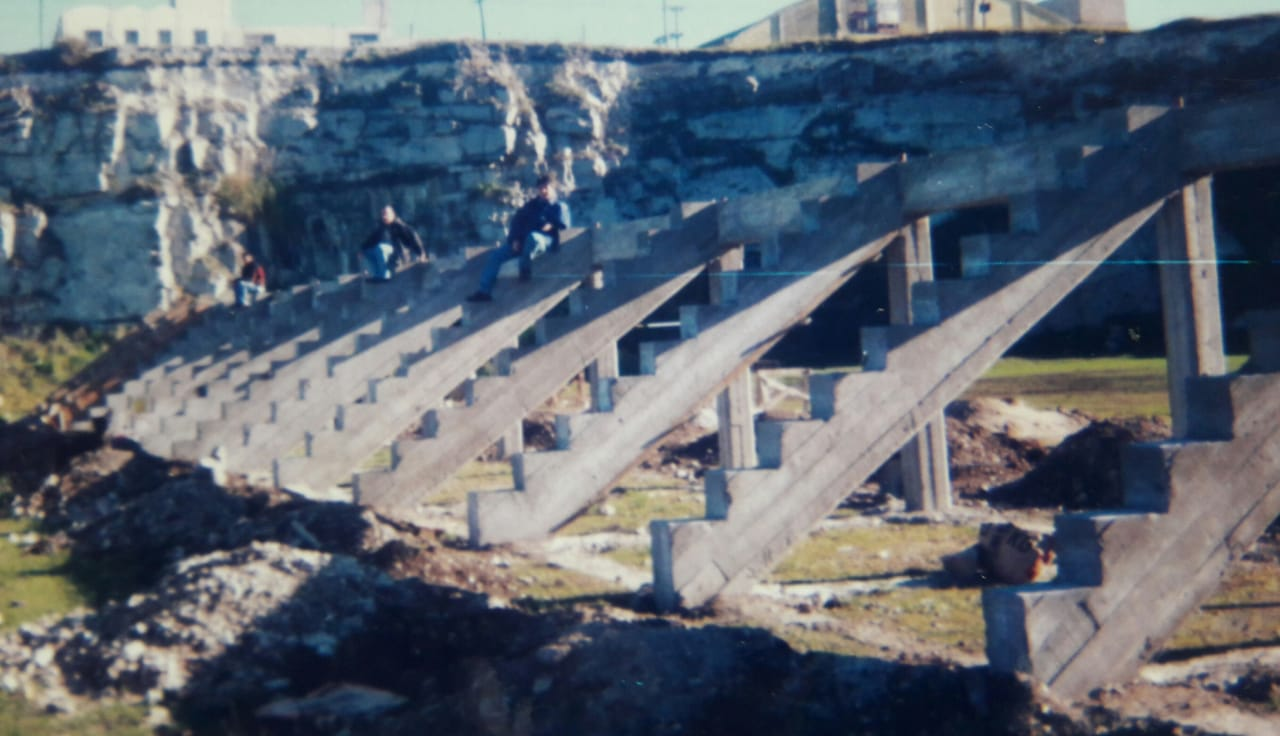
Estadio La Cantera en construcción

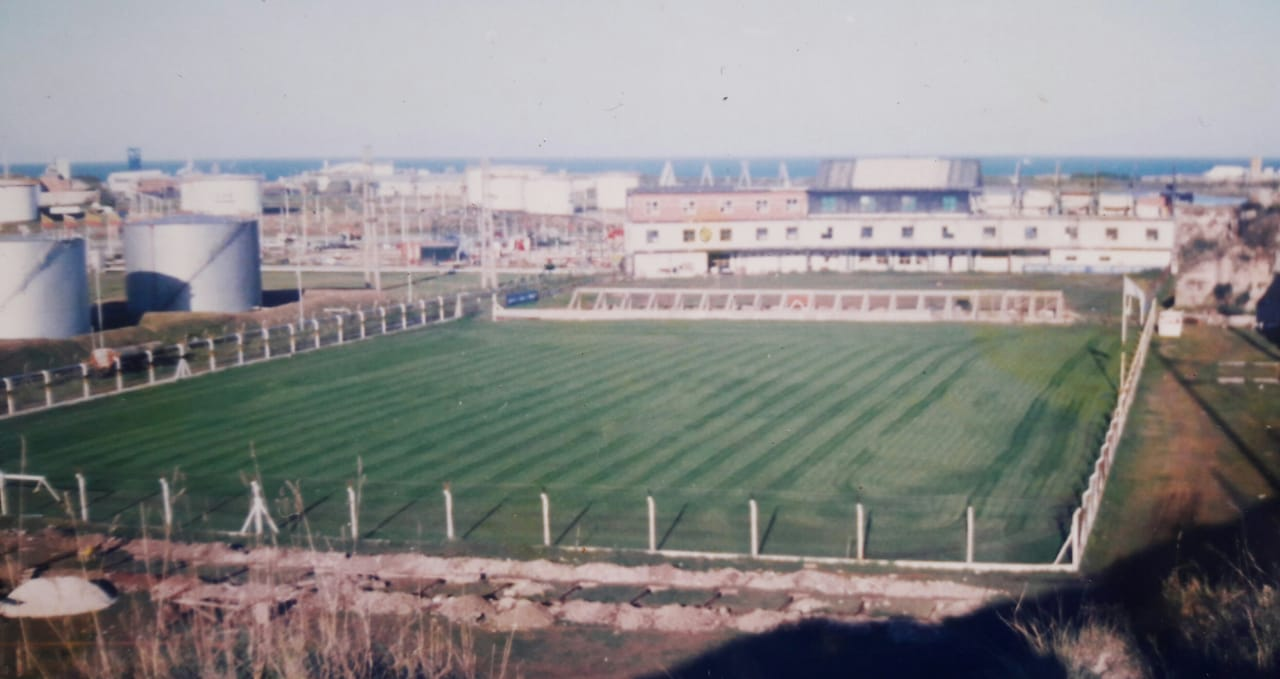
Estadio La Cantera en construcción

En enero de 1997 el Feyenoord de Holanda hizo una gira por Argentina en la que concretó algunos encuentros amistosos, entre ellos la victoria 3 a 0 ante Independiente y la derrota 3 a 1 frente a River Plate. Pero el dato más curioso fue el partido ante Aldosivi, conjunto que disputaba el Nacional B. Los holandeses, con Ronald Koeman a la cabeza, vencieron 3 a 1 a los del Puerto, que contaban con jugadores como Daniel Valdés, Mariano Mignini y César Serradel. Pero eso no quita que el conjunto marplatense haya disputado un encuentro de tanta relevancia.
En el 2000, debido a los problemas económicos que sufrió el club, se vendió y regresó a la tradicional sede de la calle Elcano, donde funciona un gimnasio para artes marciales, dos canchas de bochas y un snack bar. En la actualidad posee un predio deportivo de excelencia que se encuentra ubicado en Punta Mogotes. Este complejo se halla en plena expansión y ya cuenta con seis canchas de fútbol de primer nivel, vestuarios de excelencia y un salón multi-espacio.

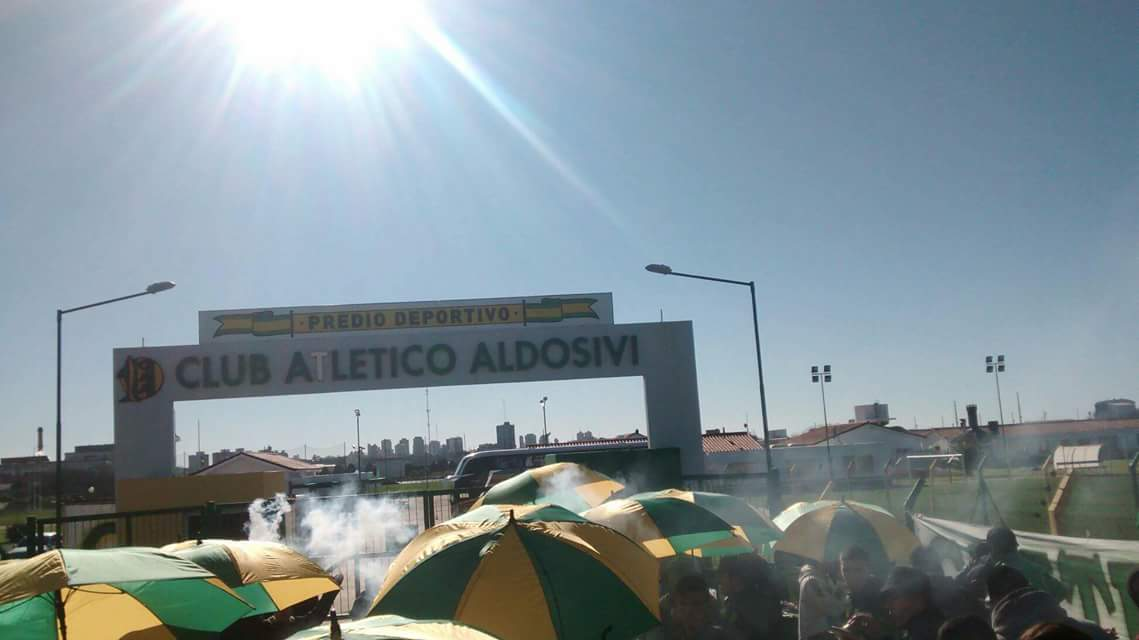
Predio Punta Mogotes

## Campeonatos a lo largo de la historia
El club milita en la Liga Marplatense de Fútbol desde su fundación en 1913 hasta la actualidad. El club obtiene 6 títulos de campeón marplatense (1973-1974-1975-1989-1993-1994), quedándose con la plaza para participar en el Campeonato Nacional de Primera División argentino. Luego de estas incursiones, el club militó en varios torneos de ascenso, como el Torneo del Interior (entre 1987 y 1994), el Torneo Argentino A (periodos 1995-1996 y 2000-2005) y la Primera B Nacional (1996-2000 y 2005-2014). Aldosivi participó desde el año 2000 en el Torneo Argentino A de fútbol donde en las últimas cuatro campañas llegó a semifinales, luego de cuatro temporadas en el Nacional “B”. Después de llegar cuatro veces a semifinales finalmente logra el ascenso de nuevo al Nacional “B”. El 8 de agosto de 2004 asumió en la presidencia Carlos Melara, quien ya había sido presidente en 1986. El 1 de mayo de 2005 Aldosivi se coronaba campeón del Torneo Clausura en el Argentino “A” tras empatar en un emotivo partido con Unión de Sunchales como visitante. De esta manera, El Tiburón lograba acceder a una final por el ascenso directo a la segunda categoría del país. Pero no todo fue tan sencillo. En la final cayó con Ben Hur de Rafaela, pero había una chance más, nada fácil. Primero se eliminó a Luján de Cuyo. De esta forma, estaba la chance abierta para ascender al Nacional “B”. Claro que para ello había que derrotar a Racing de Córdoba. Lo lograría el 9 de julio de 2005, obteniendo el ascenso a la segunda categoría del fútbol argentino. El 29 de octubre de 2011, venció por 2 a 1 al Club Atlético River Plate de visitante por la Fecha 12 de la Primera B Nacional 2011/12, siendo la primera derrota de River en la categoría y en el torneo tras su histórico descenso.

### Ascenso a Primera División
Aldosivi tuvo que esperar 38 años para estar en la división mayor del fútbol de Mar del Plata, objetivo que logró en el año 1959. En la primera rueda el Tiburón y su clásico de siempre, Talleres, lideraban la tabla de posiciones con 18 puntos seguidos por Mitre con 14. En la segunda rueda llegaron al choque crucial con 2 unidades de ventaja para Aldosivi. A falta de tres jornadas para la culminación del torneo se enfrentaron en un Estadio General San Martín repleto. Más de $73.220 se recaudaron y el cotejo que fue denominado de alto riesgo fue arbitrado por el juez internacional Juan Brozzi.
El comienzo fue todo de Talleres, y a los 12 minutos del primer tiempo por intermedio de Kren se puso en ventaja pero el otro equipo del Puerto igualó las acciones con un tanto de Vinagre. Con ese resultado se fueron al descanso. En la etapa final el buen trabajo del medio campo dio sus dividendos rápidamente, Vinagre nuevamente y Amorena en dos ocasiones pusieron el cotejo 4-1 a favor de Aldosivi, todo parecía resuelto pero el ímpetu y la garra del aurirrojo le pusieron emoción. A los 31 y 41 minutos Villarreal colocó a Talleres 4 a 3. Los instantes finales se vivieron con nerviosismos para el conjunto amarillo y verde que se aferró con todo a la mínima diferencia. El pitazo postrero dio por concretado el regreso de Aldosivi a Primera División.
El 15 de diciembre de 2014 concretó su ascenso a primera división tras vencer 1-0 a Gimnasia y Esgrima de Jujuy. Una zona, la A del Torneo de Transición, que quedará en la historia como la competición por el ascenso más pareja de la historia, en la cual el primero, Colón, finalizó con 31 puntos, sólo 6 puntos más que Boca Unidos de Corrientes y Douglas Haig de Pergamino, séptimo y octavo respectivamente.

### Descenso a la Primera B Nacional y ascenso Primera
El 4 de mayo de 2018, le ganó 3 a 1 a Almagro por el desempate para el ascenso a la Superliga disputado en el estadio de Arsenal. Si bien el Tiburón ya había subido a la máxima en el torneo de los 10 ascensos en 2014, e incluso había participado de los viejos Torneos Nacionales, este logró tiene un agregado ya que lo hizo siendo campeón. Nunca antes un equipo marplatense se había consagrado a nivel nacional en un torneo de todos contra todos. Actualmente Aldosivi lleva 23 años consecutivos siendo el club marplatense mejor ubicado en categorías de AFA.

### Descenso a la Primera B Nacional en 2022.
El 12 de octubre de 2022 Aldosivi descendería a la segunda división del futbol argentino, siendo junto a Patronato, el cual lo hizo por promedios, los primeros clubes en descender luego de tres años tras la cancelación de los descensos de 2020 y 2021.

### Torneos de Verano
Aldosivi intervino en los Torneos de Verano realizados en Mar del Plata. En ese contexto en 1977 tuvo la oportunidad de enfrentar a la Selección Argentina que preparaba César Luis Menotti y que al año siguiente se consagraría campeona del mundo. Perdió por un ajustado 1-0 en el desaparecido estadio San Martín. Durante estos certámenes logró triunfos ante los principales clubes del país, River y Boca.
Ascenso a la Liga Profesional 2025
Un 26 de octubre de 2024, el Tiburón recibía en el Mundialista a San Telmo. En una tarde dónde todos tenían chances de jugar la final. Entre esos equipos estaban Nueva Chicago, Dep. Madryn, Aldosivi, Gimnasia (M) y San Telmo.
Aldosivi, para acceder a jugarse la Final frente a San Martín de Tucumán, debía ganarle al Conjunto de Isla Maciel y que no lo hagan Chicago ni Madryn. El Tiburón iba ganando 1 a 0 con gol de Elías Torres. Pero Nueva Chicago le ganaba a Brown (A), quedándose temporalmente con el pase a la Final.
Final totalmente Inesperado
En los últimos minutos del encuentro frente a Brown, en un centro pasado del Tricolor. Tellas mete un cabezazo que se convierte en el gol que le da el pase al Tiburon a jugar la final.
En Mar del Plata, la gente debajo del telón y algunos expectantes pendientes de lo que sucedía en Mataderos. Se mezcló el 2 a 0 del Tiburón marcado por Agustín Colazo con el gol del agónico empate en Capital. El Minella era un herbidero. Aldosivi, el que menos probabilidades tenía junto a Telmo, logró acceder a la final de la Primera Nacional 2024.
Todos al Gigante de Arroyito (Cancha de Rosario Central)
El 3 de noviembre de 2024, Tanto en La Feliz como en Tucumán. Se preparaban para una fiesta en Rosario. San Martín había agotado todas sus localidades, siendo obvio ya que estaban clasificados hace más de un mes. Encambio, Aldosivi. Hizo lo imposible para que todos vayan a ver la final. 
Desde Mar del Plata, en horas de la madrugada partieron más de 70 micros y 1500 vehículos particulares con la ilusión de volver a la Máxima Categoría. Ya en Rosario, el conjunto marplatense llevó más de 12.000 Personas todo organizado en una semana. 
¡ALDOSIVI CAMPEÓN!
Sorprendiendo tanto a Tucumanos como a otros hinchas, El equipo de la ciudad le ganó a un Santo Tucumano que se durmió la siesta en la cancha por 2 a 0 con goles de Nicolás Laméndola y Elías Torres. 
En Mar del Plata, miles de hinchas organizaron una caravana que iba desde Vivoratá hasta el Puerto de La Feliz para recibir al campeón. 
¡Somos Campeones, Somos de Primera!

## Hinchada

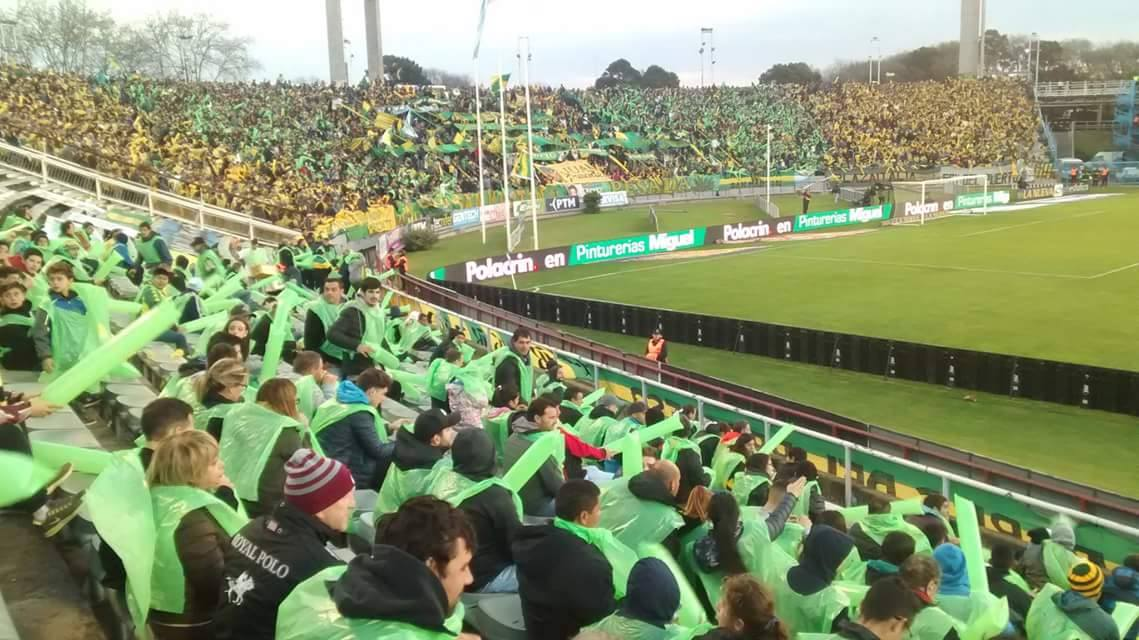

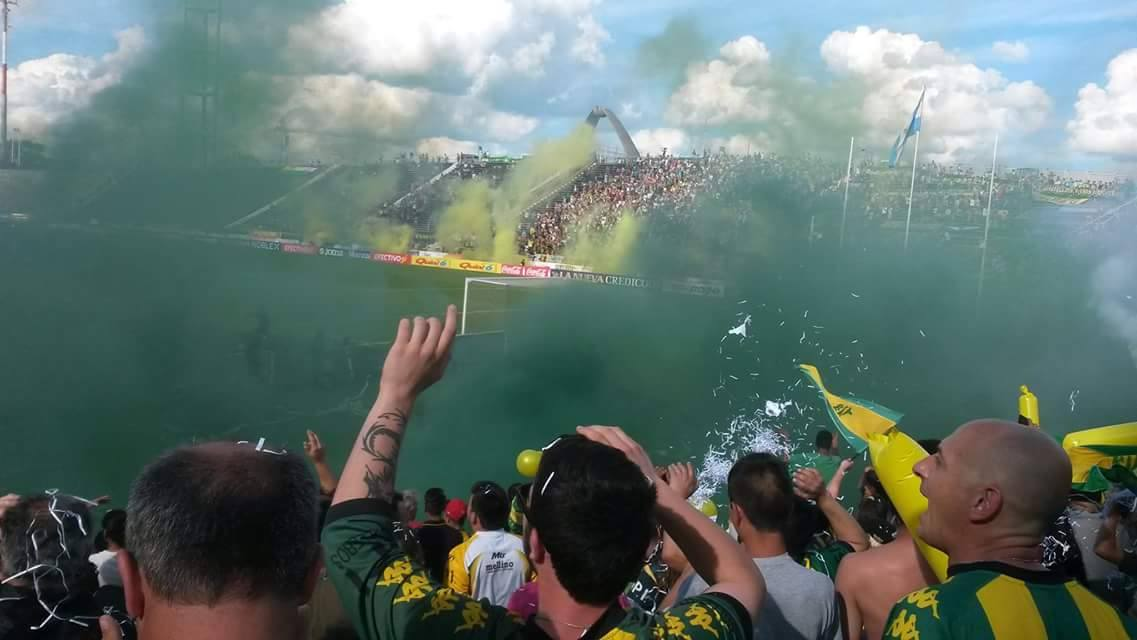

#### Día Nacional del Hincha de Aldosivi
Muchos clubes de Primera División de Argentina y del mundo tienen su día y el club Marplatense festeja el Día Nacional del Hincha de Aldosivi

## Peñas y filiales
El club posee filiales o agrupaciones, en varias ciudades de Argentina y del mundo, como las de Balcarce, Tandil, Necochea, La Plata, Ciudad de Buenos Aires, Mallorca, en España por nombrar algunas.
Una de las creadas recientemente es la Filial de Oceanía Tiburones del Pacífico, con sede en Tauranga, que abarca tanto a Nueva Zelanda como a Australia, representando el quinto continente y la presencia de filiales de esta institución en todos los continentes.

## Rivalidades
Su clásico rival es el Talleres Fútbol Club de su misma ciudad. El enfrentamiento entre ambos es denominado clásico del puerto debido a que ambos clubes son del barrio del puerto. Posee rivalidad también con Alvarado, Banfield (de Mar del Plata), Villa Mitre y Cipolletti.

## Símbolos

### Mascota
El símbolo más importante del club es su mascota, que es un tiburón de 20 metros de largo, pintado con los colores del club.

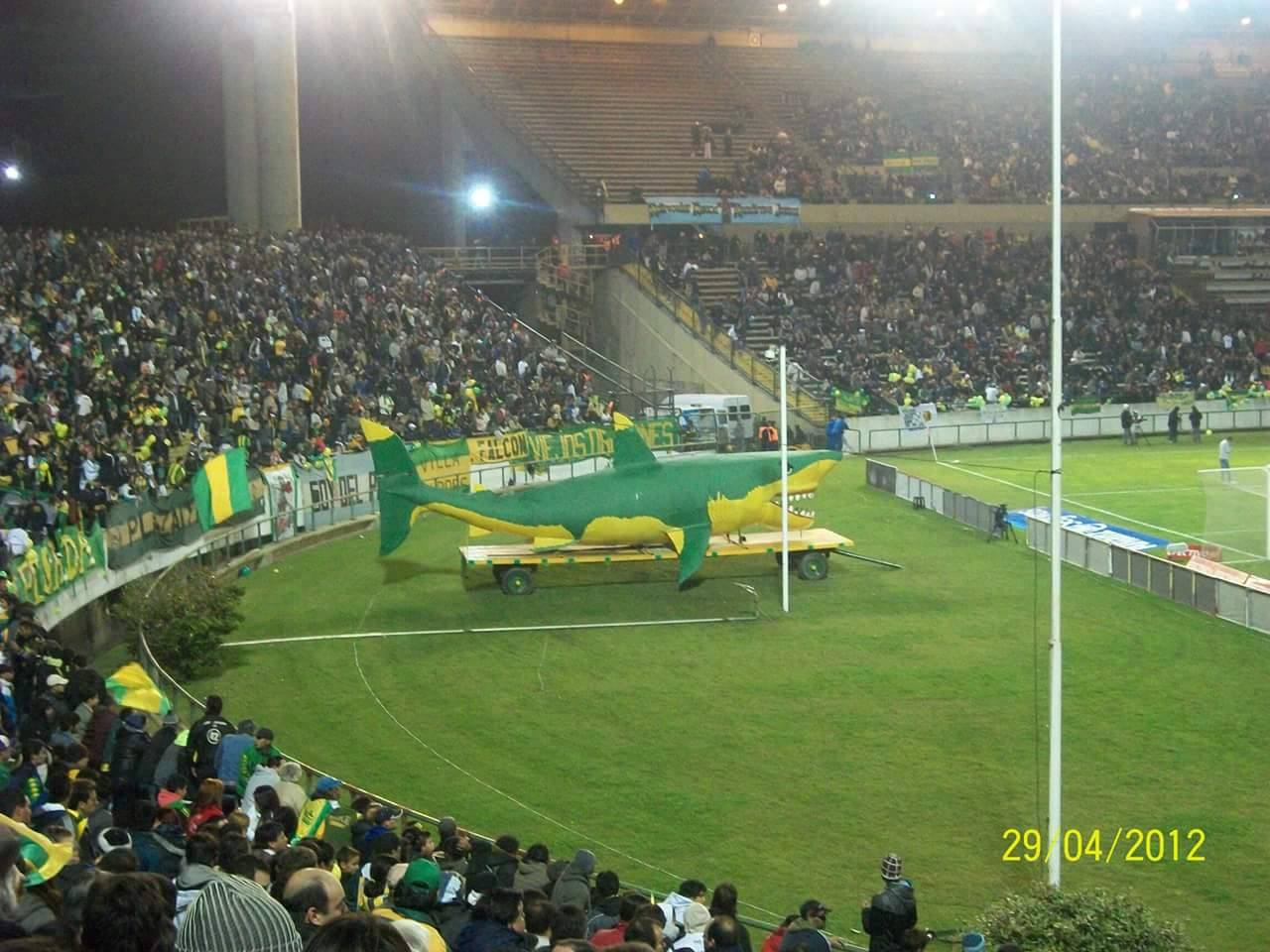

## Apodos

### Tiburón
Su apodo es tiburón, el cual se debe a su lugar de origen vinculado al mar y su mentalidad que ha ayudado a conseguir sus éxitos. 

### El más grande de la costa Atlántica
La institución cuenta con muchos simpatizante de diferentes localidades de la costa Atlántica.

### El equipo de la ciudad
Es el club más popular de Mar del Plata.

## Estadio propio
A finales de 2024, luego de la vuelta del Tiburón a la máxima categoría. Hernán Tillous, Mánager de Aldosivi. Confirmó en una cena de fin de año frente a Socios e Hinchas la gran noticia del estadio propio.
La idea de Moscuzza y Tillous, es construir el estadio propio en el Predio Deportivo del club. Donde disponen de gran espacio para un estadio de Primera División. El mismo tendría una capacidad aproximada para 13.000 espectadores. Con posibilidad de ser ampliado a futuro.
Aún este proyecto está vigente y se está trabajando para que se empiece las obras a mediados de 2025. .

## Instalaciones
El club juega sus partidos de local en el Estadio José María Minella con capacidad de 35.180 personas. Anteriormente, Aldosivi poseía un estadio llamado oficialmente "Adolfo López" y apodado "La Cantera", también fue denominado "El estadio más original y peligroso del país" por el periodismo. Original por estar literalmente en una ex-cantera y peligroso porque contaba con solo una calle de ingreso y salida tanto de hinchas de Aldosivi como visitantes; otro dato es que en tan solo 2 años hubo 3 fallecidos (Pedro Pica, Ezequiel Zapatovsky, María José Cepeda). Debido a las muertes el estadio fue inhabilitado. Este estadio tenía capacidad aproximadamente 6000 personas, y fue inaugurado en 1993, clausurado en 1998 y vendido en el año 2000.
Cuenta con un predio deportivo situado al sur del Puerto local. En el hay 5 canchas de diferentes dimensiones albergando una de césped sintético homologado por FIFA, una de las pocas que hay en la Provincia y el país.

## Uniforme
- Titular: Camiseta amarilla con bastones verdes, pantalones verdes con medias verdes.

- Alternativo: Camiseta blanca con líneas verticales amarillas, verdes, celestes y pantalones con medias blancas.

- Tercero: Camiseta negra con bastones verdes, amarillos y celestes, pantalones con medias negras.

### Evolución

#### Uniformes titulares
| 1913 | 1914-19 | 1922-74 | 1975 | 1976-85 | 1986-87 | 1988-90 | 1991 | 1992-95 | 1996-2000 |

| 2000-02 | 2002-03 | 2003-04 | 2005 | 2006 | 2007 | 2008 | 2009 | 2010-11 | 2011-12 |

| 2012-13 | 2013-14 | 2014-2015 | 2015 | 2017 | 2018-19 | 2019-20 | 2021-22 | 2022 | 2023-24 |

| 2024 |

#### Uniformes suplentes
| 1988-91 | 1992-93 | 1994-96 | 1996-2000 | 2000-02 | 2002-03 | 2003-04 | 2005 | 2006 | 2007 |

| 2008 | 2009 | 2010 | 2011 | 2011-12 | 2012-13 | 2013-14 | 2014 | 2015-16 | 2016-18 |

| 2018-19 | 2019-20 | 2021-22 | 2022 | 2023-24 | 2024 |

#### Uniformes Terceros
| 2013-14 | 2014 | 2015-16 | 2015-16 | 2016-18 | 2020 | 2021-22 | 2022 | 2023-24 |

### Indumentaria y Patrocinador
| Período         | Logo | Proveedor        |
| --------------- | ---- | ---------------- |
| 1976–1985       |      | Adidas           |
| 1986–1987       |      | Clayton          |
| 1988–1991       |      | Uhlsport         |
| 1992–2000       |      | Adidas           |
| 2000–2002       |      | Envión           |
| 2002–2004       |      | Atlantic Sport's |
| 2005–2011       |      | Mitre            |
| 2011–2013       |      | Kappa            |
| 2013–2014       |      | Joma             |
| 2015–Actualidad |      | Kappa            |

| Período         | Proveedor                     |
| --------------- | ----------------------------- |
| 1980–1987       | Turbión                       |
| 1988–1990       | Textil Lugano                 |
| 1991–1992       | Ninguno                       |
| 1993–1996       | Inca Seguros                  |
| 1996–1997       | Mar del Plata Totalmente Tuyo |
| 1997–1998       | CTI Móvil                     |
| 1998            | Aragone                       |
| 1998–1999       | Amanecer                      |
| 1999            | Transportes El Trébol         |
| 2000–2001       | Canal 8                       |
| 2001–2002       | Open Sports                   |
| 2002–2003       | Sports Ya!                    |
| 2003–2004       | Mellino                       |
| 2004–2005       | Curatola                      |
| 2005–2006       | Agustiner                     |
| 2006–2007       | Moliendas                     |
| 2008–2009       | Mar del Plata es Pesca        |
| 2010            | amardelplata                  |
| 2011            | Moliendas del Sur             |
| 2012–2014       | Liderar                       |
| 2014            | Ninguno                       |
| 2015            | Mar del Plata / Toledo        |
| 2016            | Polacrin                      |
| 2016–2018       | PC Box / Blíster Pack         |
| 2018            | Ninguno                       |
| 2019–2020       | La Nueva Seguros              |
| 2020–2024       | UTHGRA Sasso Hotel            |
| 2025–Actualidad | Rapicuotas                    |

## Jugadores

### Plantel 2025
- Los equipos argentinos están limitados a tener un cupo máximo de seis jugadores extranjeros, aunque solo cinco podrán firmar la planilla del partido

#### Altas
| Verano                     |                |                            |                |
| Tobías Leiva               | Centrocampista | River Plate                | préstamo 1 año |
| Agustín Blas Palavecino    | Centrocampista | Gimnasia y Esgrima (Jujuy) | préstamo 1 año |
| Tiago Serrago              | Centrocampista | River Plate                | préstamo 1 año |
| Invierno                   |                |                            |                |
| Federico Gino              | Centrocampista | Atlético de San Luis       |                |
| Santiago Moya              | Delantero      | Huracán                    |                |
| Emiliano Rodríguez Rosales | Delantero      | Deportivo Cali             |                |

#### Bajas
| Verano         |           |                           |                 |
| Gonzalo Soto   | Defensa   | Nueva Chicago             | Fin de contrato |
| Lucas González | Delantero | Estudiantes de Río Cuarto | Fin de contrato |
| Invierno       |           |                           |                 |
| Elias Torres   | Delantero | Williams Barlasina        | Guardameta      |

#### Cesiones
| Jugador            | Posición       | Destino                  | Fin del préstamo |
| ------------------ | -------------- | ------------------------ | ---------------- |
| Emanuel Iñiguez    | Defensa        | Monagas                  | 31-12-2025       |
| Santiago Laquidaín | Defensa        | Central Córdoba (SdE)    | 31-12-2024       |
| Elías Brítez       | Centrocampista | San Telmo                | 31-12-2025       |
| Matías Morello     | Centrocampista | Gimnasia y Tiro de Salta | 31-12-2025       |
| Facundo De la Vega | Delantero      | Santamarina de Tandil    | 31-12-2024       |

### Internacionales con su selección
| Internacionales absolutos convocados por primera vez antes de jugar con Aldosivi | Internacionales absolutos convocados por primera vez antes de jugar con Aldosivi | Internacionales absolutos convocados por primera vez antes de jugar con Aldosivi | Internacionales absolutos convocados por primera vez antes de jugar con Aldosivi | Internacionales absolutos convocados por primera vez antes de jugar con Aldosivi | Internacionales absolutos convocados por primera vez antes de jugar con Aldosivi | Internacionales absolutos convocados por primera vez antes de jugar con Aldosivi | Internacionales absolutos convocados por primera vez antes de jugar con Aldosivi |
| Nombre                                                                           | País                                                                             | Fecha debut                                                                      | Ciudad                                                                           | Tipo partido                                                                     | Selección rival                                                                  | Resultado                                                                        |                                                                                  |
| -------------------------------------------------------------------------------- | -------------------------------------------------------------------------------- | -------------------------------------------------------------------------------- | -------------------------------------------------------------------------------- | -------------------------------------------------------------------------------- | -------------------------------------------------------------------------------- | -------------------------------------------------------------------------------- | -------------------------------------------------------------------------------- |
| Ismael Quílez                                                                    | Argentina                                                                        | 20/04/2011                                                                       | Mar del Plata                                                                    | Amistoso                                                                         | Ecuador                                                                          | 2-2                                                                              |                                                                                  |
| Facundo Bertoglio                                                                | Argentina                                                                        | 05/05/2010                                                                       | Cutral Có                                                                        | Amistoso                                                                         | Haití                                                                            | 4-0                                                                              |                                                                                  |
| Leonel Galeano                                                                   | Argentina                                                                        | 10/02/2010                                                                       | Mar del Plata                                                                    | Amistoso                                                                         | Jamaica                                                                          | 2-1                                                                              |                                                                                  |
| Fernando Quiroz                                                                  | Argentina                                                                        | 03/09/2006                                                                       | Londres                                                                          | Amistoso                                                                         | Brasil                                                                           | 3-0                                                                              |                                                                                  |
| Julio Irrazábal                                                                  | Paraguay                                                                         | 29/03/2006                                                                       | Chicago                                                                          | Amistoso                                                                         | México                                                                           | 1-2                                                                              |                                                                                  |
| Gustavo Tempone                                                                  | Perú                                                                             | 03/09/2000                                                                       | Lima                                                                             | Eliminatorias 2002                                                               | Argentina                                                                        | 1-2                                                                              |                                                                                  |
| Roger Suárez                                                                     | Bolivia                                                                          | 24/01/1999                                                                       | Santa Cruz                                                                       | Amistoso                                                                         | Estados Unidos                                                                   | 0-0                                                                              |                                                                                  |
| José Flores                                                                      | Argentina                                                                        | 16/11/1994                                                                       | Santiago de Chile                                                                | Amistoso                                                                         | Chile                                                                            | 0-3                                                                              |                                                                                  |
| Ariel Boldrini                                                                   | Argentina                                                                        | 19/02/1991                                                                       | Rosario                                                                          | Amistoso                                                                         | Hungría                                                                          | 2-0                                                                              |                                                                                  |
| Sergio Fortunato                                                                 | Argentina                                                                        | 18/07/1979                                                                       | La Paz                                                                           | Copa América 1979                                                                | Bolivia                                                                          | 2-1                                                                              |                                                                                  |
| Jorge Gáspari                                                                    | Argentina                                                                        | 18/07/1979                                                                       | La Paz                                                                           | Copa América 1979                                                                | Bolivia                                                                          | 2-1                                                                              |                                                                                  |

| Internacionales absolutos convocados por primera vez después de jugar con Aldosivi | Internacionales absolutos convocados por primera vez después de jugar con Aldosivi | Internacionales absolutos convocados por primera vez después de jugar con Aldosivi | Internacionales absolutos convocados por primera vez después de jugar con Aldosivi | Internacionales absolutos convocados por primera vez después de jugar con Aldosivi | Internacionales absolutos convocados por primera vez después de jugar con Aldosivi | Internacionales absolutos convocados por primera vez después de jugar con Aldosivi | Internacionales absolutos convocados por primera vez después de jugar con Aldosivi |
| Nombre                                                                             | País                                                                               | Fecha debut                                                                        | Ciudad                                                                             | Tipo partido                                                                       | Selección rival                                                                    | Resultado                                                                          |                                                                                    |
| ---------------------------------------------------------------------------------- | ---------------------------------------------------------------------------------- | ---------------------------------------------------------------------------------- | ---------------------------------------------------------------------------------- | ---------------------------------------------------------------------------------- | ---------------------------------------------------------------------------------- | ---------------------------------------------------------------------------------- | ---------------------------------------------------------------------------------- |
| Roger Martínez                                                                     | Colombia                                                                           | 29/05/2016                                                                         | Miami                                                                              | Amistoso                                                                           | Haití                                                                              | 3-1                                                                                |                                                                                    |
| Gustavo Canales                                                                    | Chile                                                                              | 11/11/2011                                                                         | Montevideo                                                                         | Eliminatorias 2014                                                                 | Uruguay                                                                            | 4-0                                                                                |                                                                                    |
| Norberto Araujo                                                                    | Ecuador                                                                            | 03/07/2011                                                                         | Santa Fe                                                                           | Copa América 2011                                                                  | Paraguay                                                                           | 0-0                                                                                |                                                                                    |
| Mauro Camoranesi                                                                   | Italia                                                                             | 12/02/2003                                                                         | Génova                                                                             | Amistoso                                                                           | Portugal                                                                           | 1-0                                                                                |                                                                                    |

### Internacionales juveniles con su selección
| Internacionales sub-17 convocados por primera vez mientras jugaba en Aldosivi | Internacionales sub-17 convocados por primera vez mientras jugaba en Aldosivi | Internacionales sub-17 convocados por primera vez mientras jugaba en Aldosivi | Internacionales sub-17 convocados por primera vez mientras jugaba en Aldosivi | Internacionales sub-17 convocados por primera vez mientras jugaba en Aldosivi | Internacionales sub-17 convocados por primera vez mientras jugaba en Aldosivi | Internacionales sub-17 convocados por primera vez mientras jugaba en Aldosivi | Internacionales sub-17 convocados por primera vez mientras jugaba en Aldosivi |
| Nombre                                                                        | País                                                                          | Fecha debut                                                                   | Ciudad                                                                        | Tipo partido                                                                  | Selección rival                                                               | Resultado                                                                     |                                                                               |
| ----------------------------------------------------------------------------- | ----------------------------------------------------------------------------- | ----------------------------------------------------------------------------- | ----------------------------------------------------------------------------- | ----------------------------------------------------------------------------- | ----------------------------------------------------------------------------- | ----------------------------------------------------------------------------- | ----------------------------------------------------------------------------- |
| Yoel Juárez                                                                   | Argentina                                                                     | 05/06/2019                                                                    | San Petersburgo                                                               | Granatkin Memorial 2019                                                       | Armenia                                                                       | 2-0                                                                           |                                                                               |

## Datos del club
- Participaciones en 1.ª: 11
  - Temporadas en Primera División: 8 (2015-2016/17, 2018/19-2022, 2025-).
  - Participaciones en Torneo Nacional: 3 (1974-1976)
  - Mejor ubicación: 15.º de 30 equipos (Primera División 2015).
  - Peor ubicación: 30.º de 30 equipos (Primera División 2016/17).

- Temporadas en 2.ª: 16
- Temporadas en la Primera B Nacional: 16 (1996/97-1999/00, 2005/06-2014, 2017/18, 2023-2024).
  - Mejor ubicación: Campeón (Primera B Nacional 2017/18 y Primera Nacional 2024).
  - Peor ubicación: 19.º de 20 equipos (Primera B Nacional 2009/10).

- Temporadas en 3.ª: 8
- Temporadas en Torneo del Interior: 2 (1989/90) y (1994/95)
- Temporadas en Torneo Argentino A: 6 (1995/96, 2000/01-2004/05).
  - Mejor ubicación: Subcampeón (Torneo Argentino A 2004/05).

## Historiales

### Historial en Primera División
| Primera Division                           | Primera Division | Primera Division | Primera Division | Primera Division | Primera Division | Primera Division | Primera Division | Primera Division | Primera Division                      |
| Competencia                                | Temporada        | PJ               | G                | E                | P                | GF               | GC               | Pts              | Pos                                   |
| ------------------------------------------ | ---------------- | ---------------- | ---------------- | ---------------- | ---------------- | ---------------- | ---------------- | ---------------- | ------------------------------------- |
| Primera División Torneo Nacional           | 1974             | 18               | 6                | 4                | 8                | 24               | 30               | 16               | 6° de 9 equipos (Zona C)              |
| Primera División Torneo Nacional           | 1975             | 16               | 6                | 2                | 8                | 23               | 29               | 14               | 5° de 8 equipos (Zona B)              |
| Primera División Torneo Nacional           | 1976             | 18               | 6                | 4                | 8                | 25               | 33               | 16               | 5° de 9 equipos (Zona C)              |
| Primera División                           | 2015             | 30               | 11               | 7                | 12               | 37               | 40               | 40               | 15° de 30 equipos                     |
| Primera División Liguilla Pre-Sudamericana | 2015             | 3                | 1                | 1                | 1                | 5                | 5                | 4                | Finalista                             |
| Primera División                           | 2016             | 16               | 4                | 5                | 7                | 19               | 28               | 17               | 11° de 15 equipos (Zona 2)            |
| Primera División                           | 2016-2017        | 30               | 5                | 10               | 15               | 15               | 40               | 25               | 30° de 30 equipos                     |
| Primera División                           | 2018-2019        | 25               | 9                | 6                | 10               | 21               | 24               | 33               | 13° de 26 equipos                     |
| Primera División                           | 2019-2020        | 23               | 6                | 4                | 13               | 20               | 35               | 22               | 22° de 24 equipos                     |
| Total                                      | Actualidad       | 179              | 54               | 43               | 82               | 189              | 264              | 187              | 44° de 110 equipos 74° de 169 equipos |

### Historial en Copas Nacionales
| Copa nacional             | Copa nacional    | Copa nacional | Copa nacional | Copa nacional | Copa nacional | Copa nacional | Copa nacional | Copa nacional |
| Año                       | Ronda            | PJ            | PG            | PE            | PP            | GF            | GC            | DG            |
| ------------------------- | ---------------- | ------------- | ------------- | ------------- | ------------- | ------------- | ------------- | ------------- |
| Copa Argentina 2011-12    | 16avos de Final  | 2             | 0             | 1             | 1             | 1             | 3             | -2            |
| Copa Argentina 2012-13    | Etapa Preliminar | 1             | 0             | 0             | 1             | 1             | 4             | -3            |
| Copa Argentina 2013-14    | 32avos de Final  | 2             | 1             | 0             | 1             | 2             | 4             | -2            |
| Copa Argentina 2014-15    | 32avos de Final  | 1             | 0             | 1             | 0             | 0             | 0             | 0             |
| Copa Argentina 2015-16    | 32avos de Final  | 1             | 0             | 1             | 0             | 0             | 0             | 0             |
| Copa Argentina 2016-17    | 16avos de Final  | 2             | 1             | 0             | 1             | 2             | 2             | 0             |
| Copa Argentina 2017-18    | 32avos de Final  | 1             | 0             | 1             | 0             | 1             | 1             | 0             |
| Copa Argentina 2018-19    | 32avos de Final  | 1             | 0             | 0             | 1             | 0             | 1             | -1            |
| Copa de la Superliga 2019 | Octavos de Final | 4             | 1             | 1             | 2             | 4             | 9             | -5            |
| Copa Argentina 2019-20    | Campeonato       | 1             | 0             | 0             | 1             | 1             | 3             | -2            |
| Copa de la Superliga 2020 | Cancelada        | 1             | 0             | 0             | 1             | 3             | 4             | -1            |
| Copa de la Liga 2020      | 5º Zona Comp.    | 11            | 3             | 3             | 5             | 11            | 18            | -7            |
| Copa de la Liga 2021      | 13º Zona A       | 13            | 3             | 2             | 8             | 15            | 21            | -6            |
| Copa de la Liga 2022      | Cuartos de Final | 15            | 6             | 2             | 7             | 17            | 21            | -4            |
| Copa Argentina 2022       | 16avos de Final  | 2             | 0             | 1             | 1             | 3             | 5             | -2            |
| Total                     | -                | 58            | 15            | 13            | 30            | 61            | 96            | -35           |

### Historial en Primera B Nacional del Fútbol Argentino
En total Aldosivi disputó 15 temporadas en Primera B Nacional
- 1996-97 a 1999-00, 2005-06 a 2014 y 2017/18: TOTAL - 551 PJ / 189 G / 153 E / 209 P / 650 GF / 710 GC / 720 PUNTOS (Posición: 17° en Tabla Histórica Primera B Nacional del Fútbol Argentino)

## Palmarés

### Títulos oficiales
| Competiciones nacionales    |                                     |                   |
| Competición                 | Títulos                             | Ascensos          |
| Segunda categoría (2/1)     | 2017-18, 2024.                      | 2014.             |
| Tercera categoría (0/2)     | -                                   | 1995-96, 2004-05. |
|                             |                                     |                   |
| Competiciones regionales    |                                     |                   |
| Competición                 | Títulos                             | Subcampeón        |
| Primera División de LMF (6) | 1973, 1974, 1975, 1989, 1993, 1994. | Se desconoce.     |
| Segunda División de LMF (3) | 1923, 1959, 1983.                   | Se desconoce.     |
| Tercera División de LMF (2) | 1941, 1944.                         | Se desconoce.     |

### Otros logros
- 1996: Ganó Reclasificatorio Torneo Argentino A a Club Atlético Alvarado. Primer ascenso a B Nacional.
- 2005: Campeón del Clausura Torneo Argentino A. Ganador Reválida 2004/2005. Segundo ascenso a B Nacional.
- 2014: Primer ascenso a Primera División de Argentina
- 2018: Segundo ascenso a Primera División de Argentina
- 2024: Tercer ascenso a Primera División de Argentina

### Torneos amistosos
- Copa Amistad Ciudad de Mar del Plata (1): 2016[26]
- Copa Ciudad de Mar del Plata (1): 2017
- Copa de Verano Schneider VI (1): 2018

## Máximas goleadas
- En Liga Marplatense de fútbol: 13-0 a Alvarado (1994).
- En Primera A: 5-0 a Juventud Alianza de San Juan (1975).
- En Liga Marplatense de fútbol: 7-1 a Alvarado (2001).[27]
- En "B" Nacional: 5-1 a Huracán (2012).
- En "B" Nacional: 5-0 a Almagro (2009).
- En "B" Nacional: 5-0 a Guillermo Brown (PM) (2011).
- En Torneo Argentino A: 5-1 a Almirante Brown (Arrecifes) (1915)

### En contra
- En Primera A: 0-4 vs. Gimnasia y Esgrima (La Plata) (1975).
- En "B" Nacional: 2-6 vs. Club Cipolletti (1997).
- En "B" Nacional: 0-5 vs. Olimpo (Bahía Blanca) (1996).
- En Torneo Argentino A: 1-4 vs General Paz Juniors (2004), Ben Hur (2005).
- En "B" Nacional: 1-6 vs. Unión de Santa Fe (2006).
- En "B" Nacional: 0-5 vs. Rosario Central (2010).
- En "B" Nacional 0-4 vs. Ferro Carril Oeste (2012).
- En Primera A: 0-4 vs. Defensa y Justicia (2015 y 2016), Boca Juniors (2017), Arsenal (2020).
- En Primera A: 1-5 vs. Rosario Central (2019).
- En Primera A: 0-5 vs. Racing Club (2022).

### Históricos
- Aldosivi vs Racing (12-1) : 24 de noviembre de 1974 (en Tandil)

- Boca Juniors vs Aldosivi (1-9): 11 de noviembre de 1975[28]

- Rosario Central vs Aldosivi (0-2): 13 de junio de 2011

- River Plate vs Aldosivi (1-6): 29 de octubre de 2011[29] (*)

- Aldosivi vs River Plate (1-1): 29 de abril de 2012[30] (*)

- Independiente vs Aldosivi (2-2) : 17 de agosto de 2013[31]

- Aldosivi vs Independiente (0-0) : 21 de febrero de 2014[32]

- Aldosivi vs Gimnasia de Jujuy (1-0): 15 de diciembre de 2014[33] (**)

- Aldosivi vs San Lorenzo (1-0): 19 de abril de 2015[34]

- Boca Juniors vs Aldosivi (0-3): 24 de mayo de 2015[35] (***)

- River Plate vs Aldosivi (1-1): 18 de octubre de 2015

- Aldosivi vs Independiente (1-0): 1 de noviembre de 2015[36] (****)

- Aldosivi vs Racing (2-1) : 10 de abril de 2016

- San Lorenzo vs Aldosivi (0-1): 21 de mayo de 2017

- Aldosivi vs Independiente (0-0) : 26 de mayo de 2017

(*): Con estos resultados, se convirtió en uno de los equipos al que River Plate no le pudo ganar en la Primera B Nacional, ya que tampoco lo hizo ante Rosario Central (1-1 y 0-0) y Defensa y Justicia (2-2 y 3-3), también fue el primer equipo en vencerlo en la categoría.
(**): Con este resultado ascendió por primera vez a la Primera División. Sus tres participaciones anteriores fueron en el Torneo Nacional, al que accedió por medio de las plazas fijas asignadas a la Liga Marplatense de fútbol.
(***): Con este resultado, Aldosivi le quitó el invicto a Boca en el Campeonato, además de una goleada histórica de visitante.
(****): Con este resultado, logra históricamente ganarle a cada uno de los 5 Grandes (River, Boca, Racing, San Lorenzo e Independiente) y se clasifica a la Liguilla Pre-Sudamericana, teniendo el historial a su favor frente a este equipo.

## Clubes fundados en honor al Club Atlético Aldosivi
- Aldosivi de España: Es una institución fundada por Leonardo García el 13 de marzo de 2013; representa a la ciudad de Palma de Mallorca.[37]

La historia empezó con un equipo de fútbol que competía (y ganaba seguido) distintas ligas comerciales y amateurs. Siempre con García como motor del inquieto grupo de futbolistas argentinos y del resto de Latinoamérica, el Aldosivi de Mallorca quiso ir más allá.
Por eso sus fundadores (creadores también de la peña aldosivista Tita Rizzo en la península ibérica), se pusieron como meta a corto plazo dejar su granito de arena en lo social. Para ello tramitaron la personería jurídica y pidieron la habilitación de unos terrenos donde se proyecta levantar la sede del Aldosivi de Mallorca, apuntando a la formación y contención (futbolística y social) de los más chicos.
- Atlético Aldosivi de México: Es una institución fundada por Fernando Martínez en diciembre de 2012; representa a la ciudad de Monterrey.

El equipo fue formado el 2 de diciembre de 2012, actualmente está compuesto por 30 personas y participa tanto de torneos barriales como ligas municipales. "El primer partido eramos once jugadores, teníamos camisetas blancas y logramos quedarnos con el triunfo. Pero sin duda que el principal objetivo es lograr meterlo en una categoría profesional, la idea es formar una franquicia".